# Latovo
Latovo (macedónul: Латово) település Észak-Macedóniában, a Délnyugati körzet Makedonszki Brod-i járásában.

## Népesség
| Lakosok száma | 325  | 341  | 318  | 228  | 169  | 109  | 98   | 85   | 60   |
|               | 1948 | 1953 | 1961 | 1971 | 1981 | 1991 | 1994 | 2002 | 2021 |

2002-ben 85 lakosa volt, akik mindannyian macedónok.